# Rayososaurus
Rayososaurus este un gen dispărut de dinozaur sauropod din familia Rebbachisauridae. Rayososaurus a fost numit de paleontologul argentinian José Bonaparte în 1996. Specia sa tip și singura acceptată este Rayososaurus agrioensis. Specia Limaysaurus tessonei a fost la un moment dat inclusă în Rayososaurus sub denumirea Rayososaurus tessonei.

## Istoricul descoperirii
Singurul specimen cunoscut de Rayososaurus agrioensis a fost descoperit în 1991 de o echipă condusă de José F. Bonaparte, într-o localitate la trei kilometri sud de Agrio del Medio, în departamentul Picunches, provincia Neuquén, Argentina. În 1996, Bonaparte a descris rămășițele ca un nou gen și specie de sauropod, Rayososaurus agrioensis. El a crezut că straturile din care a fost excavat specimenul aparțineau Formației Rayoso și a numit genul după aceasta. Numele speciei se referă la râul Agrio, lângă care a fost găsit specimenul.
Bonaparte a susținut că morfologia distinctivă a scapulei indica faptul că Rayososaurus era strâns înrudit cu Rebbachisaurus⁠(d), care era considerat un diplodocid⁠(d) la vremea respectivă, și a sugerat că cele două formează probabil o cladă anterioară nerecunoscută de sauropozi distincti de diplodocizi. Anul următor, Bonaparte a propus familia Rebbachisauridae pentru a cuprinde atât Rayososaurus și Rebbachisaurus. Eforturile întreprinse în 2008 și 2009 au relocalizat localitatea originală și au stabilit că specimenul provenea de fapt din straturile superioare ale Formației Candeleros. 
În 1998, Jeffrey Wilson și Paul Sereno au propus atribuirea lui Rebbachisaurus tessonei la Rayososaurus. În 2004, Salgado și colegii au respins această atribuire și au propus noul gen Limaysaurus pentru R. tessonei, care este acum cunoscut sub numele de Limaysaurus tessonei. 

### Înregistrare fosilă
Holotipul și singurul specimen cunoscut de Rayososaurus agrioensis, MACN-N 41, constă din două scapule parțiale, cea mai mare parte din femurul stâng și jumătatea proximală a fibulei stângi. Formația Candeleros, unde a fost găsit specimenul, datează din perioada Cenomanianului⁠(d) din Cretacicul târziu. 
Specimenele din Brazilia au fost atribuite lui Rayososaurus în 2004, dar această atribuire s-a bazat pe includerea acum respinsă a Limaysaurus tessonei în Rayososaurus. Prin urmare, aceste specimene ar trebui să fie referite mai degrabă la Limaysaurus, deși ar putea fi de fapt rămășițe fragmentare ale lui Amazonsaurus. 

## Descriere
Rayososaurus a fost considerat un sauropod de dimensiuni medii, cu o masă corporală estimată la aproximativ 9.353 kg. Ca și alți membri ai familiei Rebbachisauridae, Rayososaurus avea o scapulă în formă de rachetă.